# Ophiuche abjuralis
Ophiuche abjuralis är en fjärilsart som beskrevs av Walker 1859. Ophiuche abjuralis ingår i släktet Ophiuche och familjen nattflyn. Inga underarter finns listade i Catalogue of Life.